# Gössitz
Gössitz är en kommun och ort i Saale-Orla-Kreis i förbundslandet Thüringen i Tyskland.
Kommunen ingår i förvaltningsgemenskapen Ranis-Ziegenrück tillsammans med kommunerna Eßbach, Keila, Krölpa, Moxa, Paska, Peuschen, Ranis, Schmorda, Schöndorf, Seisla, Wilhelmsdorf och Ziegenrück.